# Бернате-Тічино
Бернате-Тічино (італ. Bernate Ticino) — муніципалітет в Італії, у регіоні Ломбардія, метрополійне місто Мілан.
Бернате-Тічино розташоване на відстані близько 500 км на північний захід від Рима, 30 км на захід від Мілана.
Населення — 3077 осіб (2012).

## Демографія
Населення за роками:

Станом на 1 січня 2023 року в муніципалітеті офіційно проживали 143 іноземці з 26 країн, серед них 29 громадян країн Євросоюзу та 12 громадян України.

## Сусідні муніципалітети
- Боффалора-сопра-Тічино
- Куджоно
- Галліате
- Маркалло-кон-Казоне
- Мезеро
- Роментіно
- Трекате